# Браунс-Валлі (Міннесота)
Браунс-Валлі (англ. Browns Valley) — місто (англ. city) в США, в окрузі Траверс штату Міннесота. Населення — 558 осіб (2020).

## Географія
Браунс-Валлі розташований за координатами 45°35′41″ пн. ш. 96°49′58″ зх. д. / 45.59472° пн. ш. 96.83278° зх. д. (45.594669, -96.832832).  За даними Бюро перепису населення США в 2010 році місто мало площу 2,04 км², уся площа — суходіл.

## Демографія
Згідно з переписом 2010 року, у місті мешкало 589 осіб у 247 домогосподарствах у складі 141 родини. Густота населення становила 289 осіб/км².  Було 288 помешкань (141/км²).
Расовий склад населення:
| - 75,2 % — білих - 21,4 % — корінних американців - 0,5 % — азіатів |

До двох чи більше рас належало 2,4 %. Частка іспаномовних становила 2,7 % від усіх жителів.
За віковим діапазоном населення розподілялося таким чином: 22,2 % — особи молодші 18 років, 47,7 % — особи у віці 18—64 років, 30,1 % — особи у віці 65 років та старші. Медіана віку мешканця становила 48,3 року. На 100 осіб жіночої статі у місті припадало 85,2 чоловіків;  на 100 жінок у віці від 18 років та старших — 79,6 чоловіків також старших 18 років.
Середній дохід на одне домашнє господарство  становив 43 135 доларів США (медіана — 33 375), а середній дохід на одну сім'ю — 50 011 долар (медіана — 43 125). Медіана доходів становила 24 231 долар для чоловіків та 32 000 доларів для жінок. За межею бідності перебувало 13,0 % осіб, у тому числі 20,8 % дітей у віці до 18 років та 12,8 % осіб у віці 65 років та старших.
Цивільне працевлаштоване населення становило 225 осіб. Основні галузі зайнятості: освіта, охорона здоров'я та соціальна допомога — 28,9 %, роздрібна торгівля — 22,7 %, будівництво — 10,2 %, виробництво — 6,2 %.